# Gonzalo Carneiro
Gonzalo Carneiro, vollständiger Name Gonzalo Rodrigo Carneiro Méndez, (* 12. September 1995 in Montevideo) ist ein uruguayischer Fußballspieler.

## Karriere
Der 1,90 Meter große Offensivakteur Carneiro spielte im Jugendfußball 2009 in der Septima División und 2010 in der Sexta División bei Defensor Sporting. 2011 gehörte er der U-16 des Klubs an, 2012 war er in der Mannschaft der Quinta División aktiv. 2013 bis 2014 war er sowohl Teil des Teams in der Cuarta División und der Tercera División. Für die letztgenannte Nachwuchsmannschaft spielte er auch 2015. In jenem Jahr wurde er in die Profimannschaft des Erstligisten befördert. Im Profibereich debütierte er am 27. Oktober 2015 im Rahmen der Copa Sudamericana 2015 als Einwechselspieler in der 85. Spielminute für Maximiliano Gómez beim 0:0-Unentschieden gegen den argentinischen Verein Club Atlético Huracán. Sein Debüt in der Primera División feierte er in der Apertura am 31. Oktober 2015 beim 4:1-Heimsieg gegen Juventud, als er ebenfalls von Trainer Juan Tejera und erneut für Gómez in der 73. Spielminute eingewechselt wurde. In der Saison 2015/16 bestritt er fünf Erstligabegegnungen (kein Tor) und eine Partie in der Copa Sudamericana.
Im April 2018 wechselte Carneiro zum FC São Paulo. Der Kontrakt erhielt eine Laufzeit über drei Jahre. Am 22. April wurde bekannt, dass Carneiro positiv auf die Einnahme von Kokain getestet wurde. Die Probe wurde nach dem Halbfinalspiel gegen Corinthians São Paulo in der Staatsmeisterschaft am 14. April 2019 genommen. Sein Klub suspendierte ihn daraufhin. Anfang Juni 2019 wurde das Ergebnis des Tests durch eine positive B-Probe bestätigt. In der Série A 2020 stand er dann wieder im Kader.
Im April 2021 wechselte er in die Schweiz zum FC Sion. Hier schaffte er den Sprung in den Kader nicht und wurde Anfang 2022 in seine Heimat an Liverpool Montevideo ausgeliehen. Bereits im Juli des Jahres schloss eine weitere Leihe an. Carneiro ging nach Mexiko, wo er bei CD Cruz Azul unterschrieb.
Nach Beendigung der Saison 2022/23 verließ er das Land und kehrte nach Uruguay zurück, wo er im Juli 2023 bei Nacional Montevideo einen Kontrakt erhielt.